# Jonathan Cohen
Jonathan Cohen, född 6 juni 1980 Paris, är en fransk skådespelare.
Jonathan Cohen har bland annat medverkat i filmerna Army of Thieves där han spelade Delacroix och Asterix & Obelix: I drakens rike där han spelade Graindemaïs samt Det började med min mamma. I båda filmerna har han spelat en av huvudrollerna.

## Filmografi (i urval)
- 2021 – Army of Thieves
- 2023 – Asterix & Obelix: I drakens rike
- 2025 – Det började med min mamma